# Janina Świętosławska-Żółkiewska
Prof. Janina Świętosławska-Żółkiewska (ur. 12 maja?/25 maja 1910 w Kijowie, zm. 22 października 2003 w Warszawie) – polska fizyk i chemik. Prekursor stosowania metod matematycznych w chemii analitycznej, twórca szkoły naukowej w zakresie stosowania spektroskopii.

## Życiorys
Prof. Janina Świętosławska-Żółkiewska urodziła się 25 maja 1910 w Kijowie. Dorastała w atmosferze szacunku dla pracy twórczej. Obserwowała zaangażowanie ojca, prof. Wojciecha Świętosławskiego, wybitnego fizykochemika, w badania naukowe prowadzone na Uniwersytecie Moskiewskim. Postawa matki Marii Świętosławskiej z Olszewskich uwrażliwiła ją na problem biedy.
W 1918 roku, po odzyskaniu przez Polskę niepodległości, przyjechała z rodzicami do Warszawy, gdzie rozpoczęła edukację w 8-klasowej Ogólnokształcącej Szkole Humanistycznej Anny Jakubowskiej.
W latach 1928–1934 studiowała fizykę na Uniwersytecie Warszawskim, a następnie odbyła roczne podyplomowe studia pedagogiczne.
Po ukończeniu studiów rozpoczęła pracę naukową w zakładzie Fizyki Teoretycznej Uniwersytetu Warszawskiego pod kierunkiem prof. Czesława Białobrzeskiego, pracując jednocześnie jako nauczyciel fizyki w Gimnazjum i Liceum im. J. Słowackiego w Warszawie.
W okresie okupacji brała aktywny udział w tajnym nauczaniu w Warszawie, a od 1944 roku w Puszczy Mariańskiej. Uczestniczyła w tajnych seminariach Zakładu Fizyki Doświadczalnej Uniwersytetu Warszawskiego, prowadzonych pod kierunkiem prof. Stefana Pieńkowskiego, organizowanych z inicjatywy Anny Piotrowskiej, gdzie wygłosiła kilka obszernych referatów naukowych poświęconych metodycznym zagadnieniom wydzielania czystych izotopów oraz teoretycznym i doświadczalnym badaniom ciał ferromagnetycznych. Uczestniczyła także w spotkaniach naukowych organizowanych przez prof. Czesława Białobrzeskiego.
Bezpośrednio po wojnie prof. kontynuowała pracę w Liceum im J. Słowackiego, a w 1947 roku rozpoczęła pracę w Instytucie Przemysłu Chemicznego.
Studiowała na bieżąco trudno dostępną wówczas światową literaturę naukową, znała bieżące trendy naukowe i miała dobrą znajomość nowoczesnej aparatury badawczej. Z inicjatywy ówczesnego dyrektora Instytutu Przemysłu Chemicznego, prof. Mariana Świderka, w 1947 roku zorganizowała nowocześnie wyposażony Zakład Fizyki Technicznej, którego zadaniem było wprowadzanie i popularyzacja nowoczesnych metod instrumentalnych w chemii analitycznej oraz szkolenie analityków z instytutów i zakładów przemysłowych.
W skali krajowej były to działania nowatorskie, szczególnie w zakresie dostosowywania tych metod do potrzeb przemysłu. 
W 1955 roku otrzymała tytuł docenta, a w 1967 roku tytuł profesora nadzwyczajnego w Instytucie Chemii Ogólnej.
Profesor Janina Świętosławska-Żółkiewska kierowała Zakładem Fizyki Technicznej do roku 1973, w którym przekazała kierownictwo doc. dr Krystynie Gorczyńskiej, dalej jednak realizowała swoje zamiłowania dydaktyczne organizując liczne kursy specjalistyczne, opracowując monografie i skrypty, których była redaktorem i współautorem oraz inspirowała wiele prac doktorskich.
Pracowała do 1976 roku, kiedy to w wieku 66 lat przeszła na emeryturę, nie tracąc kontaktu z Zakładem. Janina Świętosławska-Żółkiewska spoczywa na cmentarzu Powązkowskim (kwatera 334-2-18).

## Dorobek naukowy
Na działalność naukową prof. Janiny Świętosławskiej-Żółkiewskiej składają się prace naukowe i organizacyjne. Działania organizacyjne związane były ze współtworzeniem zespołów:
- Komitet Nauk Chemicznych Komisji Chemii Analitycznej (1955).
- Komisja Chemii Analitycznej przy III wydziale PAN (1966).
- Zespół Modernizacji Metod Analitycznych (1967).
- Warszawskie Laboratorium Środowiskowe (1972).
- Komitet Chemii Analitycznej przy III wydziale PAN (1975).

Działalność organizacyjna nie przesłoniła prof. Świętosławskiej-Żółkiewskiej działalności naukowej. Dotyczyła ona przede wszystkim jej ulubionego tematu – fizycznych metod analizy spektralnej, atomowej spektrometrii emisyjnej i absorpcyjnej, spektrofotometrii UV-VIS i IR, spektrometrii Ramana i spektrometrii mas. W kierowanym przez nią zespole, powstawały prace łączące gruntowną wiedzę fizyczną i chemiczną z praktycznymi zastosowaniami metod analitycznych w procesach przemysłowych i wielu dziedzinach gospodarki. Na szczególne podkreślenie zasługują prace wykonane w latach pięćdziesiątych i sześćdziesiątych, dotyczące precyzji i dokładności metod analitycznych oraz takich zagadnień jak zastosowanie matematyki w chemii analitycznej i opracowanie zmodyfikowanej metody dodatku wzorca. Bazą tych prac były pomiary spektrofotometryczne, ale mają one szersze znaczenie analityczne. Nie ulega wątpliwości, że wówczas te prace dotyczące zastosowania metod matematycznych w chemii analitycznej wnosiły znaczący element nowości naukowej i mogą być z perspektywy czasu rozpatrywane jako prekursory prac chemometrycznych, które w kilkanaście lat później stały się istotnym elementem chemii analitycznej. Działalność prof. Świętosławskiej-Żółkiewskiej doprowadziła do stworzenia szkoły naukowej w zakresie stosowanej spektroskopii, która przez wiele lat była uznawana jako wiodący w tej dziedzinie ośrodek w Polsce, a także uznawany za granicą. W oparciu o gruntowną znajomość teorii i metod matematycznych opracowywano metody analityczne wdrażane następnie w laboratoriach przemysłowych. Sprzyjały temu liczne seminaria, kursy, konferencje oraz praktyki indywidualne i zbiorowe, w których w czasie działalności prof. Świętosławskiej-Żółkiewskiej, uczestniczyło łącznie ponad trzy tysiące osób.
Profesor łączyła głęboką wiedzę fizyczną i chemiczną z zamiłowaniami pedagogicznymi, wielką życzliwością i skromnością w stosunku do wszystkich osób z którymi spotkała się na swojej drodze.

## Publikacje
W dorobku prof. Świętosławskiej-Żółkiewskiej znajduje się 21 prac naukowych, 15 opracowań przeglądowych i monograficznych. Wydawać się to może niewielką liczbą, choćby w zestawieniu z wypromowaniem 12 doktorów – pracowników instytutu i laboratoriów przemysłowych, Jednakże nawet w przypadkach gdy jej wkład jako promotora był znaczący, prof. Świętosławska-Żółkiewska nie chciała dopisywać swojego nazwiska jako współautora publikacji. Znaczną jej zasługą było stymulowane współautorstwo oraz nadzór redaktorski w zbiorowych opracowaniach, które tworzyły podstawy polskiego piśmiennictwa, niezbędnego przy kształceniu kolejnych pokoleń analityków. Wymienić tu można „Podstawy spektrometrii stosowanej” (1949), „Metody instrumentalne w analizie chemicznej” (PWT 1954), „Spektralna analiza emisyjna” (PWN 1957) i „Spektrofotometria absorpcyjna” (PWN 1962), „Spektralna Analiza Emisyjna” i „Spektrofotometria UV-VIS”. Całe pokolenia analityków uczyły się z tych podręczników.
W kolejnych etapach życia Janina Świętosławska-Żółkiewska publikowała podpisując się aktualnie noszonymi nazwiskami: Świętosławska, Ścisłowska i Świętosławska-Żółkiewska.

## Odznaczenia i nagrody
W uznaniu zasług prof. Świętosławska-Żółkiewska została uhonorowana licznymi odznaczeniami państwowymi i resortowymi, m.in.:
- Srebrnym Krzyżem Zasługi (1952)
- Złotym Krzyżem Zasługi (1955)
- Krzyżem Kawalerskim Orderu Odrodzenia Polski (1964)
- Krzyżem Komandorskim Orderu Odrodzenia Polski (1974)
- Medalem Komisji Edukacji Narodowej (1976)
- Złotą odznaką honorową „Za Zasługi dla Warszawy” (1981)
- Medalem Wiktora Kemuli (1998)